# Raggio di convergenza
In analisi matematica, il raggio di convergenza è un numero non negativo (non necessariamente finito) associato a una serie di potenze a coefficienti reali o complessi che, intuitivamente, informa sul comportamento globale della serie in materia di convergenza. Più in dettaglio, il raggio di convergenza misura l'estensione dell'insieme aperto più grande su cui la serie converge.

## Definizione
Sia {\displaystyle S:\mathbb {C} \to \mathbb {C} } la serie di potenze definita sul campo complesso:
{\displaystyle S(z)=\sum _{k=0}^{+\infty }{a_{k}(z-z_{0})^{k}}}
Sia {\displaystyle E} l'insieme di convergenza puntuale della serie, ossia
{\displaystyle E:=\{z\in \mathbb {C} :S(z){\text{ converge }}\}}.
L'insieme contiene almeno il punto {\displaystyle z_{0}}, dal momento che {\displaystyle S(z_{0})=a_{0}}; si definisce allora raggio di convergenza della serie il numero reale:
{\displaystyle r:=\sup\{|z-z_{0}|:z\in E\}},
cioè la distanza sul piano complesso del numero più lontano da {\displaystyle z_{0}} in cui la serie converge puntualmente; per come è definito, {\displaystyle r} esiste e non può essere negativo, ma può valere {\displaystyle +\infty } nel caso in cui {\displaystyle E} non sia limitato.
Nel caso reale, e se la serie è centrata nell'origine, {\displaystyle r} è semplicemente l'estremo superiore dell'insieme {\displaystyle E}.

## Proprietà
Di seguito, scegliamo senza perdita di generalità {\displaystyle z_{0}=0}.
Si può dimostrare che, se {\displaystyle r} è il raggio di convergenza della serie {\displaystyle S}:
1. se {\displaystyle r=0}, {\displaystyle S} converge solo nell'origine;
2. se {\displaystyle 0<r<+\infty }, {\displaystyle S} converge assolutamente sul cerchio aperto {\displaystyle B=\{z\in \mathbb {C} :|z|<r\}} e converge uniformemente in ogni insieme compatto incluso in {\displaystyle B}, mentre non converge in {\displaystyle z} se {\displaystyle |z|>r};
3. se {\displaystyle r=+\infty }, {\displaystyle S} converge assolutamente sull'intero piano complesso, e uniformemente su ogni suo sottoinsieme compatto.

La sola conoscenza del raggio di convergenza, quindi, determina quasi tutte le informazioni sulla convergenza della serie; tuttavia, la conoscenza di {\displaystyle r} non basta per conoscere il comportamento della serie sulla circonferenza {\displaystyle \delta B=\{z\in \mathbb {C} :|z|=r\}}; esistono infatti serie che hanno il medesimo raggio di convergenza, ma comportamento diverso sulla frontiera {\displaystyle \delta B}.

### Esempi
Per semplicità, si trattano esempi di serie definite sul campo reale. Le seguenti tre serie hanno il medesimo raggio di convergenza, ma diverso comportamento sulla frontiera del loro insieme di convergenza puntuale.
- La serie geometrica {\displaystyle S:\mathbb {R} \to \mathbb {R} } così definita[4]:

{\displaystyle S(x):=\sum _{k=0}^{+\infty }{x^{k}}}
ha raggio di convergenza {\displaystyle r=1}, e converge sull'insieme aperto {\displaystyle E=(-1,1)}. La convergenza è assoluta su tutto l'insieme.
- La serie {\displaystyle S:\mathbb {R} \to \mathbb {R} } così definita:

{\displaystyle S(x):=\sum _{k=1}^{+\infty }{\frac {x^{k}}{k}}}
ha raggio di convergenza {\displaystyle r=1}, e converge sull'insieme {\displaystyle E=[-1,1)} (si può verificare la convergenza in {\displaystyle x=-1} tramite il criterio di Leibniz). La convergenza in {\displaystyle x=-1} non è assoluta, mentre lo è all'interno di {\displaystyle E}.
- La serie {\displaystyle S:\mathbb {R} \to \mathbb {R} } così definita:

{\displaystyle S(x):=\sum _{k=1}^{+\infty }{\frac {x^{k}}{k^{2}}}}
ha raggio di convergenza {\displaystyle r=1}, e converge sull'insieme chiuso {\displaystyle E=[-1,1]}. La convergenza è assoluta su tutto l'insieme.

## Calcolo del raggio di convergenza
Esiste un metodo piuttosto semplice per calcolare il raggio di convergenza {\displaystyle r} di una serie, basato su un'analisi dei coefficienti della serie stessa. Sia infatti {\displaystyle S} come sopra, e sia {\displaystyle \{a_{k}\}_{k}} la successione dei suoi coefficienti. Sia {\displaystyle \ell } il limite superiore della successione {\displaystyle \{|a_{k}|^{\frac {1}{k}}\}_{k}}:
{\displaystyle \ell :={\underset {k\to +\infty }{\limsup }}{\sqrt[{k}]{|a_{k}|}}};
{\displaystyle \ell } esiste sempre, e si ha evidentemente {\displaystyle \ell \geq 0}. Si può dimostrare  che:
1. se {\displaystyle \ell =0}, allora {\displaystyle r=+\infty };
2. se {\displaystyle 0<\ell <+\infty }, allora {\displaystyle r={\frac {1}{\ell }}};
3. se {\displaystyle \ell =+\infty }, allora {\displaystyle r=0}.

Inoltre, se esiste il limite {\displaystyle \ell ^{\prime }} della successione {\displaystyle \left\{{\frac {|a_{k+1}|}{|a_{k}|}}\right\}_{k}} dei rapporti dei coefficienti consecutivi (che devono però essere in questo caso definitivamente non nulli), vale lo stesso risultato di cui sopra con {\displaystyle \ell ^{\prime }} anziché {\displaystyle \ell }. In effetti è possibile dimostrare che vale la più generale relazione:
{\displaystyle \liminf _{k}{\frac {|a_{k}|}{|a_{k+1}|}}\leq r\leq \limsup _{k}{\frac {|a_{k}|}{|a_{k+1}|}}}.

## Teorema di Abel
Il teorema di Abel per le serie di potenze assicura che, se una serie di potenze è convergente in un punto della frontiera del suo insieme di convergenza, allora la serie è anche continua in quel punto. Una seconda formulazione del teorema garantisce la convergenza uniforme su ogni intervallo compatto contenuto in {\displaystyle (-r,r]}, avendo per ipotesi la convergenza puntuale della serie nel punto {\displaystyle r}.